# Referèndum constitucional de Niue de 1992
El 13 de juny de 1992, es va celebrar a Niue un referèndum constitucional. Les esmenes proposades a la constitució van ser les primeres des que es va aprovar la constitució original del país en el referèndum de 1974. Els canvis es van aprovar amb el suport d'un 70.4% dels votants, i es van posar en pràctica l'1 de juliol.

## Canvis proposats
Els canvis a la constitució incloïen la introducció de l'Alt Tribunal de Niue i del Tribunal d'Apel·lació, en substitució dels tribunals anàlegs de Nova Zelanda. Les reformes també abolien el Tribunal Territorial de Niue i el Tribunal d'Apel·lació Territorial de Niue, en lloc de crear la Divisió Territorial en el nou Alt Tribunal.
Es van modificar també els requisits per als candidats polítics a exigir la ciutadania neozelandesa. També s'abolia l'article 31 de la Constitució, que requeria que el President del Tribunal Suprem aprovés qualsevol proposta legislativa que afectés el dret penal o l'estatus personal. Això treia efectivament el component de drets humans de la carta magna.

## Resultats
| Tria                    | Vots  | %     |
| ----------------------- | ----- | ----- |
| A favor                 | 604   | 70.40 |
| En contra               | 254   | 29.60 |
| Total vots vàlids       | 858   | 100.0 |
| Vots vàlids             | 858   | 96.30 |
| Vots no vàlids/en blanc | 33    | 3.70  |
| Total                   | 891   | 100.0 |
| Cens/Participació       | 1.036 | 86.0  |

## Conseqüències
En aprovar-se els canvis, hi va haver crítiques que els canvis individuals s'haurien d'haver votat per separat, així com sobre l'abolició de l'article 31.